# Haj an-Nur

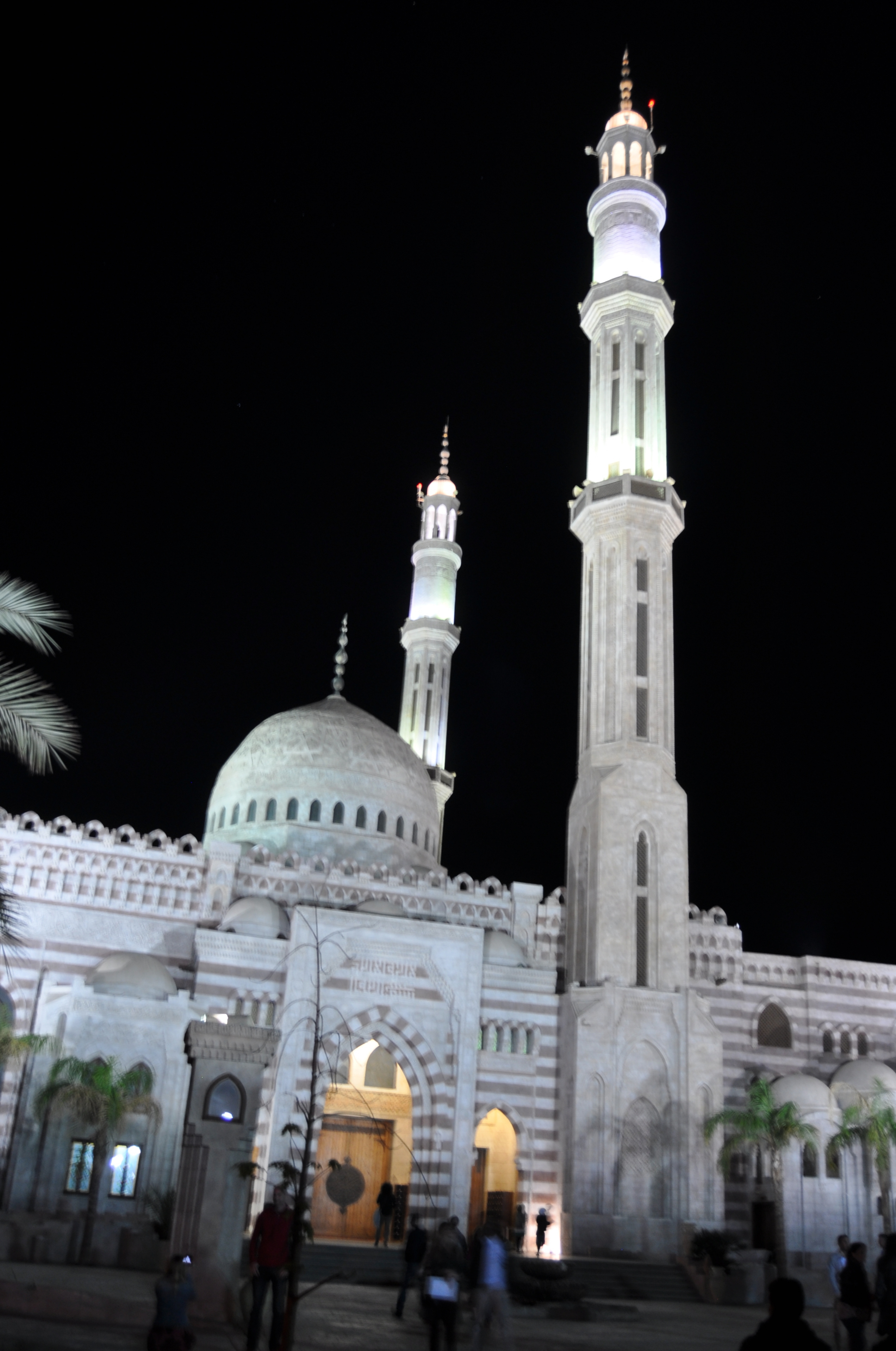
Meczet Al-Mostafa w dzielnicy Haj-an-Nur

Haj an-Nur – dzielnica mieszkaniowa w południowo-zachodniej części Szarm el-Szejk w południowej części półwyspu Synaj, w muhafazie Synaj Południowy w Egipcie, na Riwierze Morza Czerwonego. Mieści się tutaj m.in. dworzec autobusowy, centrum medyczne wybudowane w kształcie piramidy z komorą dekompresji oraz meczet.